# ГДР на зимних Олимпийских играх 1976
ГДР приняла участие в зимних Олимпийских играх 1976 года в Инсбруке, Австрия. Спортсмены Восточной Германии завоевали 19 медалей и заняли 2 место в общекомандном зачёте.

## Медалисты
Золото
- Майнхард Немер и Бернхард Гермесхаузен — бобслей, двойки, мужчины
- Майнхард Немер, Йохен Бабок, Бернхард Гермесхаузен и Бернхард Леман — бобслей, четвёрки, мужчины
- Ульрих Велинг — лыжное двоеборье, личное первенство, мужчины
- Ханс-Георг Ашенбах — прыжки с трамплина, малый трамплин, мужчины
- Детлеф Гюнтер — санный спорт, одиночки, мужчины
- Норберт Хан и Ханс Ринн — санный спорт, двойки, мужчины
- Маргит Шуман — санный спорт, женщины

 Серебро
- Андреа Митшерлих — конькобежный спорт, 3000 м, женщины
- Герт-Дитмар Клаузе — лыжные гонки, марафон, 50 км, мужчины
- Уте Рюрольд — санный спорт, одиночки, женщины
- Роми Кермер и Рольф Остеррайх — фигурное катание, спортивные пары
- Йохен Даннеберг —  прыжки с трамплина, малый трамплин, мужчины

 Бронза
- Карл-Хайнц Менц, Франк Ульрих, Манфред Беер и Манфред Гайер — биатлон, эстафета, 4x7,5 км, мужчины
- Конрад Винклер — лыжное двоеборье, личное первенство, мужчины
- Моника Дебертсхеузер, Сигрун Краузе, Барбара Петцольд и Вероника Шмидт — лыжные гонки, эстафета, женщины
- Хенри Гласс — прыжки с трамплина, большой трамплин, мужчины
- Ханс Ринн — санный спорт, одиночки, мужчины
- Кристин Эррат — фигурное катание, женщины
- Мануэла Гросс и Уве Кагельманн — фигурное катание, парное катание